# Artturi Lehkonen
Artturi Aleksanteri Lehkonen (* 4. července 1995, Piikkiö) je finský lední hokejista, křídelní útočník. Má zlatou medaili z mistrovství světa juniorů v roce 2014. Ve Finsku hrál nejvyšší soutěž za Turun Palloseura a Kalevan Pallo. Poté působil ve švédské nejvyšší soutěži v klubu Frölunda HC, získal s ním v roce 2016 titul mistra Švédska a vítězství v Hokejové lize mistrů. Ve stejném roce též přešel do severoamerické NHL, kde nejprve působil v Montreal Canadiens. V roce 2021 přestoupil do Colorado Avalanche. V roce 2022 s ním vyhrál Stanley Cup. Jeho bilance v základní části NHL je k 1. únoru 2024: 490 utkání a 216 kanadských bodů (104), ve vyřazovací části (Stanleyově poháru) pak 60 zápasů a 32 zápasů (17 gólů).